# Commissariato del popolo per la sicurezza dello Stato
Il Commissariato del popolo per la sicurezza dello Stato, noto anche con l'acronimo NKGB (in russo Народный комиссариат государственной безопасности, НКГБ?, Narodnyj komissariat gosudarstvennoj bezopasnosti) fu un dicastero dell'Unione Sovietica. Le sue competenze spaziarono dalla polizia segreta allo spionaggio e controspionaggio. Esistette come commissariato autonomo dal 3 febbraio al 20 luglio 1941 e poi dal 1943 al 1946, quando i commissariati del popolo vennero trasformati in ministeri, e l'NKGB divenne MGB (Ministero della sicurezza dello Stato).

## Origine
Il 3 febbraio 1941, il Presidium del Soviet Supremo dell'Unione Sovietica, separò la sezione del Direttorato Principale per la Sicurezza dello Stato (GUGB) dal Commissariato del Popolo per gli Affari Interni (NKVD) e lo promosse ad entità amministrativa autonoma per migliorare le funzioni degli organi di sicurezza sovietici. Il nuovo soggetto venne denominato Commissariato del Popolo per la Sicurezza dello Stato (NKGB).

## Incarichi dell'NKGB
Sulla base della direttiva numero 782/B265M del NKVD e NKGB, emessa il 1º marzo 1941, i compiti dell'NKGB erano:
- Conduzione delle operazioni di spionaggio all'estero.
- Battaglia allo spionaggio (su entrambi i fronti, offensivo e difensivo), al sabotaggio e agli atti di terrorismo, organizzati da servizi segreti stranieri sul territorio dell'Unione Sovietica.
- Penetrazione ed eliminazione di partiti antisovietici ed organizzazioni controrivoluzionarie.
- Supervisione dell'ideologia della società sovietica.
- Protezione di alti ufficiali del partito e del governo.

## Organizzazione nel 1941

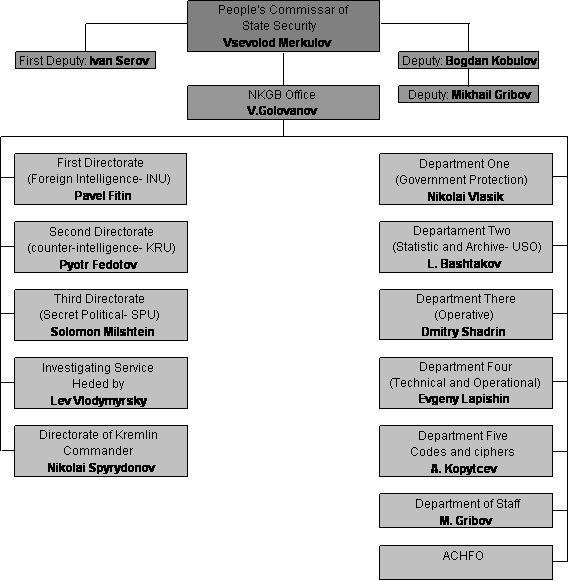
Organizzazione dell'NKVD nel 1941

Il primo responsabile dell'NKGB fu Vsevolod N. Merkulov, che divenne Commissario del Popolo per la Sicurezza dello Stato. Il suo primo vice era Ivan Serov, allora Commissario di 3º livello della sicurezza dello stato, ed altri due vice erano Bogdan Kobulov e Michail Gribov.

## Cambiamenti nel 1941-1943
L'organizzazione della sicurezza sovietica venne unificata nel luglio 1941, dopo l'invasione dell'Unione Sovietica da parte delle forze dell'Asse. L'NKGB confluì nuovamente nell'NKVD, tornando alla denominazione di GUGB. Nel 1943, il GUGB divenne nuovamente un Commissariato separato, con il nome di NKGB.
Le ragioni di queste continue riorganizzazione non sono state pienamente spiegate. Probabilmente la sequenza degli eventi di quegli anni ha consigliato di procedere a quelle che parevano essere le migliori organizzazioni per gestire le diverse situazioni. Di seguito si avanza una possibile spiegazione delle riorganizzazioni.
L'occupazione sovietica dei Paesi baltici, della Polonia orientale e di parte della Romania aumentò la quantità di operazioni svolte dalla polizia segreta, in termini di arresti, deportazioni, processi ed esecuzioni. Pertanto si ritenne utile avere una struttura organizzativa autonoma, aumentandone anche il numero di uomini disponibili per l'amministrazione della sicurezza.
Il profondo trauma provocato dall'aggressione tedesca e la veloce avanzata degli eserciti dell'Asse, convinsero il governo sovietico a riunire gli organi di sicurezza sotto un unico comando, in modo simile a quanto fatto per il governo del paese.

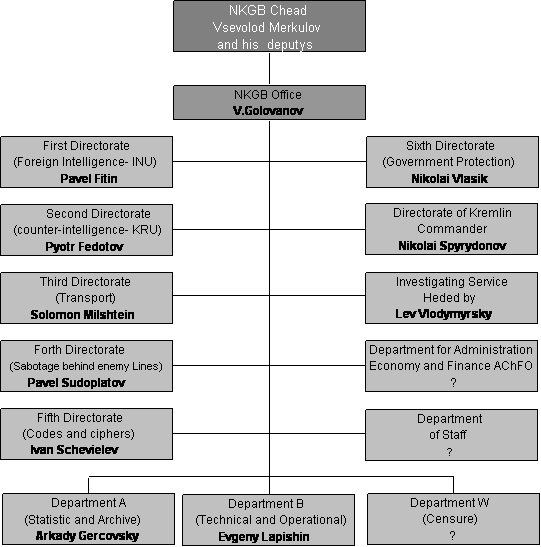
Organizzazione dell'NKVD nel 1943

La successiva vittoria nella battaglia di Stalingrado, con la sua valenza anche simbolica, fece intravedere la possibilità di un recupero dei territori persi nella prima fase della guerra, e quindi la necessità di un ritorno alla situazione precedente l'invasione, per quanto riguarda la separazione degli incarichi e delle operazioni delle forze di sicurezza sovietiche.
Nella figura a lato è presentata la struttura dell'NKGB all'atto della ricostituzione nel 1943.

## Dai Commissariati ai Ministeri
Nel 1946 intervennero ulteriori cambiamenti. I Commissariati del Popolo esistenti vennero trasformati in Ministeri (in realtà una semplice ridenominazione). Il Commissariato del Popolo per gli Affari Interni (NKVD) divenne Ministero per gli Affari Interni (MVD), ed il Commissariato del Popolo per la Sicurezza dello Stato fu rinominato Ministero per la Sicurezza dello Stato (MGB).